# Kulivá hora
Přírodní rezervace Kulivá hora byla vyhlášena roku 1972 a nachází se v katastrálním území obce Třebotov v okrese Praha-západ. Důvodem ochrany jsou významná lesní a rostlinná společenstva Českého krasu. Správou je pověřeno regionální pracoviště Střední Čechy AOPK ČR.

## Předmět ochrany

### Rostlinstvo
Nejcennější květenu v rezervaci tvoří chrpa chlumní (Centaurea triumfettii), řebříček panonský (Achillea pannonica), vlnice chlupatá (Oxytropis pilosa), locika vytrvalá (Lactuca perennis), hlaváč šedavý (Scabiosa canescens) či rozrazil časný (Veronica praecox).

### Houby
Kulivá hora je také lokalitou vzácné mykorizní muchomůrky císařky (Amanita caesarea) a vláknice tmavonohé (Inocybe tenebrosa). Z vzácných hřibovitých lze jmenovat hřib bronzový (Boletus aereus), hřib medotrpký (Caloboletus radicans), hřib Fechtnerův (Butyriboletus fechtneri) a drobný hřib pružný (Aureoboletus gentilis).

### Fauna
Jedni z pozoruhodných plžů tohoto území jsou (Aegopinella nitens) a závornatka (Bulgarica nitidosa). Z chráněných druhů motýlů zde byl prokázán otakárek ovocný (Iphiclides podalirius) a otakárek fenyklový (Papilio machaon). Na území žijí reliktní druhy sarančat (Stenobothrus crassipes) a vzácný druh (Chorthippus vagans). Žije zde sedm druhů obojživelníků, z nichž nejvýznamnější je skokan štíhlý (Rana dalmatina) a mlok skvrnitý (Salamandra salamandra). V oblasti bylo zaznamenáno minimálně 77 hnízdících druhů ptáků, kromě jiných je to výr velký (Bubo bubo), ledňáček říční (Alcedo atthis), konipas horský (Motacilla cinerea) a konipas bílý (Motacilla alba).

## Dostupnost
Chráněným územím nevede žádná turisticky značená cesta. Modrá značka, směřující z Třebotova do Vonoklas, se dotýká pouze malého úseku západní hranice rezervace. Nejbližší železniční zastávka je v cca 3 km vzdálených Černošicích na trati Praha–Beroun.